# Сельгозеро
Сельгозеро — озеро на территории Сумпосадского сельского поселения Беломорского района Республики Карелии.

## Общие сведения
Площадь озера — 1,3 км². Располагается на высоте 16,8 метров над уровнем моря.
Форма озера лопастная, подковообразная. Берега преимущественно заболоченные.
С северо-западной стороны озера вытекает Сельгоручей, втекающий с правого берега в реку Колежму, впадающую в Онежскую губу Белого моря (Поморский берег)
По центру озера расположен один небольшой остров без названия.
Код объекта в государственном водном реестре — 02020001411102000009100.